# لیلی و مجنون (آلبوم)
لیلی و مجنون نام آلبومی است با صدای شهرام ناظری و ساخت و تنظیم با فرامرز پایور، با همکاری گروه اساتید. این اثر در سال ۱۳۶۸ ضبط شد ولی در سال ۱۳۸۱ منتشر شده است.

## شرح اثر
- آواز: شهرام ناظری
- اجرای گروه اساتید موسیقی ایران به سرپرستی فرامرز پایور
- شعر از: مولوی، حافظ، عارف قزوینی

### نوازندگان
- حسن ناهید: نی
- حسین فرهادپور: قیچک، ویلن آلتو
- سیامک ریوفی جمالی: ویلن آلتو
- مهرداد دلنوازی: تار
- سعید ثابت: سنتور
- محمد دلنوازی: بربت
- سیامک بنایی: تنبک

### قطعات تکنوازی و همراهی آواز
- استاد علی اصغر بهاری: کمانچه
- استاد فرامرز پایور: سنتور
- استاد هوشنگ ظریف: تار
- استاد محمد اسماعیلی: تنبک

### فهرست
روی الف
- مقدمهٔ شور با ارکستر
- آواز مثنوی با کمانچه، به یاد علی اصغر بهاری
  - شعر از مولوی
- تصنیف «ای امان»
  - آهنگ و شعر از عارف قزوینی

1. ادامهٔ آواز مثنوی با کمانچه

- تصنیف «پیغام سروش»
  - تصنیف قدیمی همخوانی کُر
  - با همکاری زهره بیات، پروین جاودان
  - شعر از حافظ

روی ب
- درآمد شور با تار
- مقدمه ارکستری پژواک
- قطعه پژواک با همراهی سنتور و تنبک
- درآمد شور
  - تار و آواز
  - شعر از حافظ
- قطعهٔ ارکستری شهناز، همراه با آواز
- دو مضراب سنتور با همنوازی تنبک
- آواز شهناز قرچه رضوی همراه با تار
  - شعر از حافظ
- قطعهٔ ارکستری رضوی
- آواز رضوی و فرود

## منبع
- تارنمای شهرام ناظری